# Usseaux
Usseaux [uˈsɔ] (Ussiau in occitano; Usseaux [yso] in francese; Usseux in piemontese, anche Usseu) è un comune italiano di 173 abitanti della città metropolitana di Torino, in Piemonte.
Il comune è stato recensito come uno dei borghi più belli d'Italia e insignito dal 2011 della Bandiera arancione dal Touring Club Italiano.

## Geografia fisica

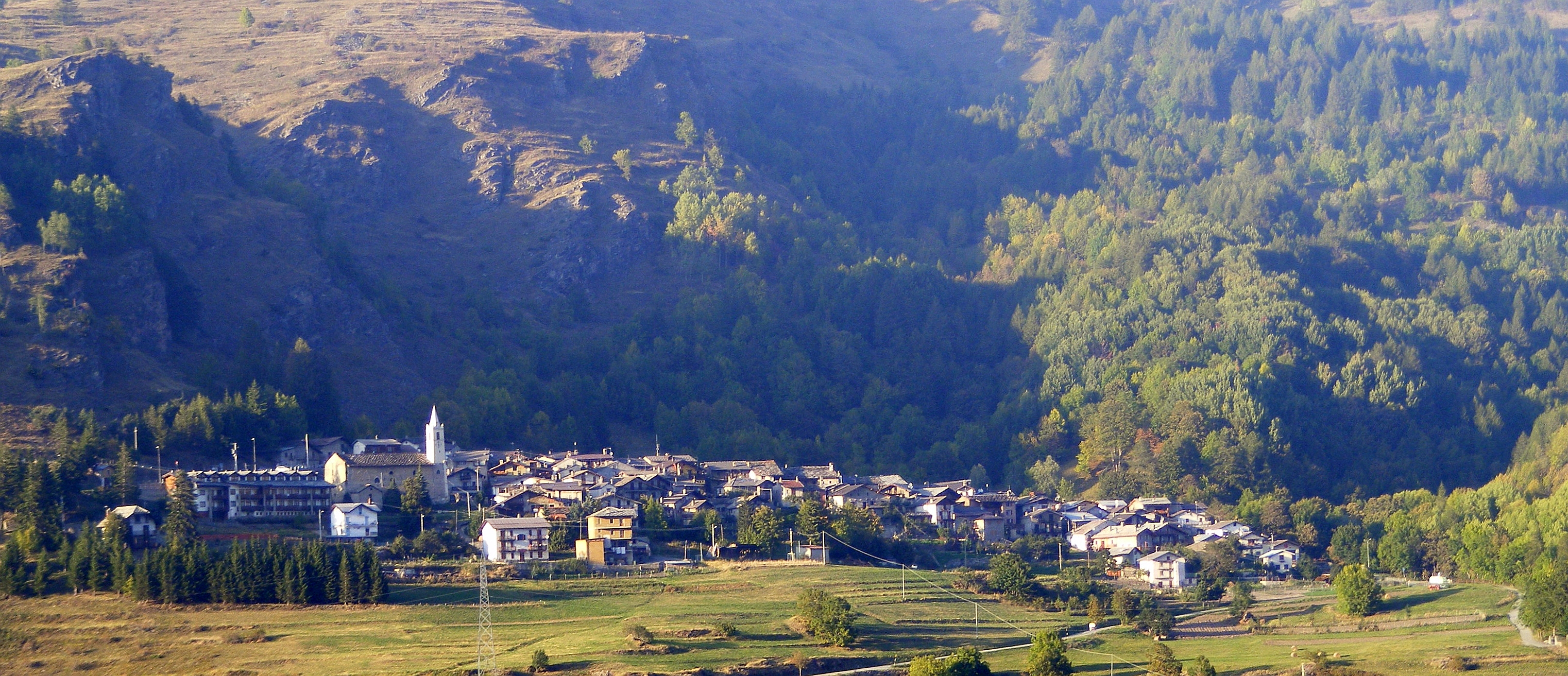
Il capoluogo

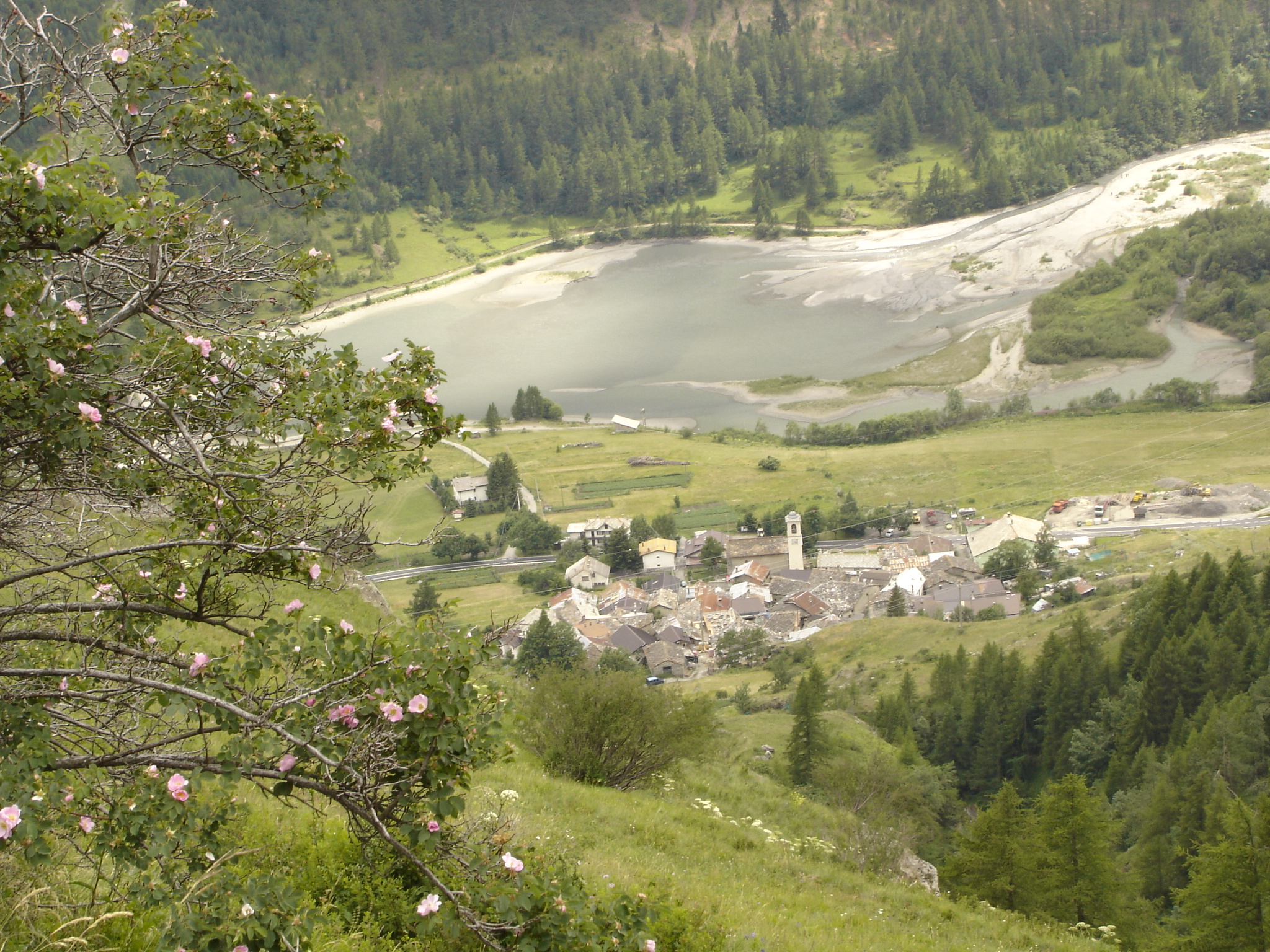
La frazione Pourrieres

Si trova in Val Chisone e fa parte della Comunità Montana Valli Chisone e Germanasca.
Il territorio comunale è interessato dal Parco naturale Orsiera - Rocciavrè e dal Parco naturale del Gran Bosco di Salbertrand.
Il comune, oltre al capoluogo Usseaux, comprende anche le seguenti frazioni: Balboutet (Finale), Fraisse (Frassineto), Laux (Lauso), Pourrieres (Purrieri), dove a partire dal 1950 uno sbarramento artificiale sul Chisone ha dato origine all'omonimo lago.
Il capoluogo comunale si trova in sinistra orografica sopra la strada principale che percorre la vallata. Balboutet si trova ad una quota superiore di Usseaux e sempre in sinistra orografica mentre Fraisse e Pourrieres si trovano lungo l'asse viario principale della vallata. Infine Laux si trova in destra orografica.

## Storia

### Simboli
Lo stemma del Comune di Usseaux è stato concesso con decreto del presidente della Repubblica del 1º marzo 2000.

## Monumenti e luoghi d'interesse

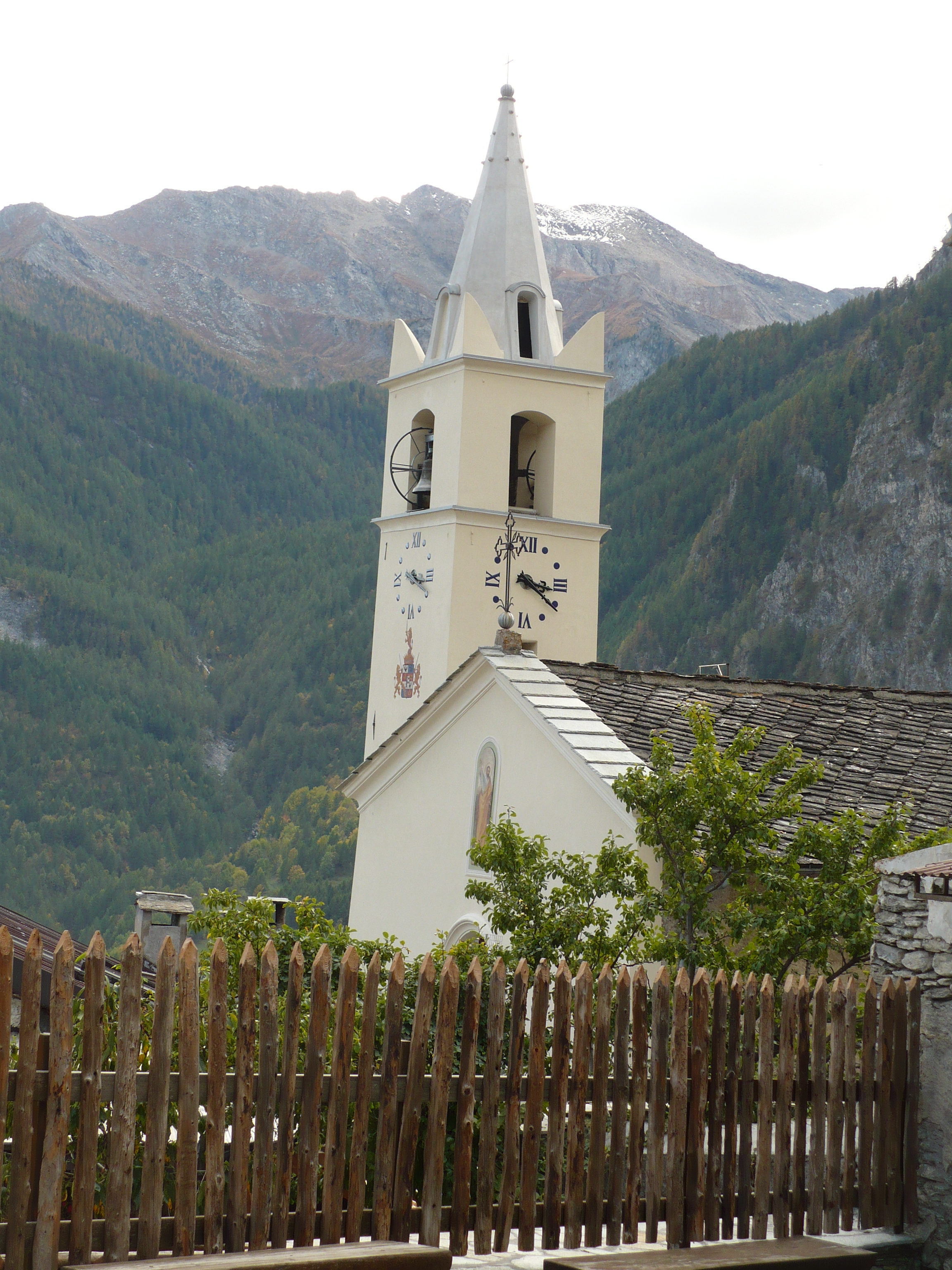
La Chiesa Parrocchiale

Nell'abitato di Usseaux spiccano alcuni edifici, in gran parte ristrutturati, che risalgono al 1700, come il forno, il lavatoio ed il mulino. Numerose e caratteristiche sono le fontane.,
 Si incontrano anche, in ogni angolo del borgo di Balboutet, originali meridiane dipinte, una diversa dall'altra, unitamente a graziosi dipinti illustrativi.
 
Particolarmente imponente e pregevole è la chiesa parrocchiale dedicata a san Pietro. Presso l'omonima frazione si trova il piccolo Lago di Laux.

## Società

### Evoluzione demografica
Lo spopolamento delle aree di montagna ha portato ad una perdita dell'82% della popolazione residente in cento anni, a partire dall'anno 1911.
Abitanti censiti

## Amministrazione

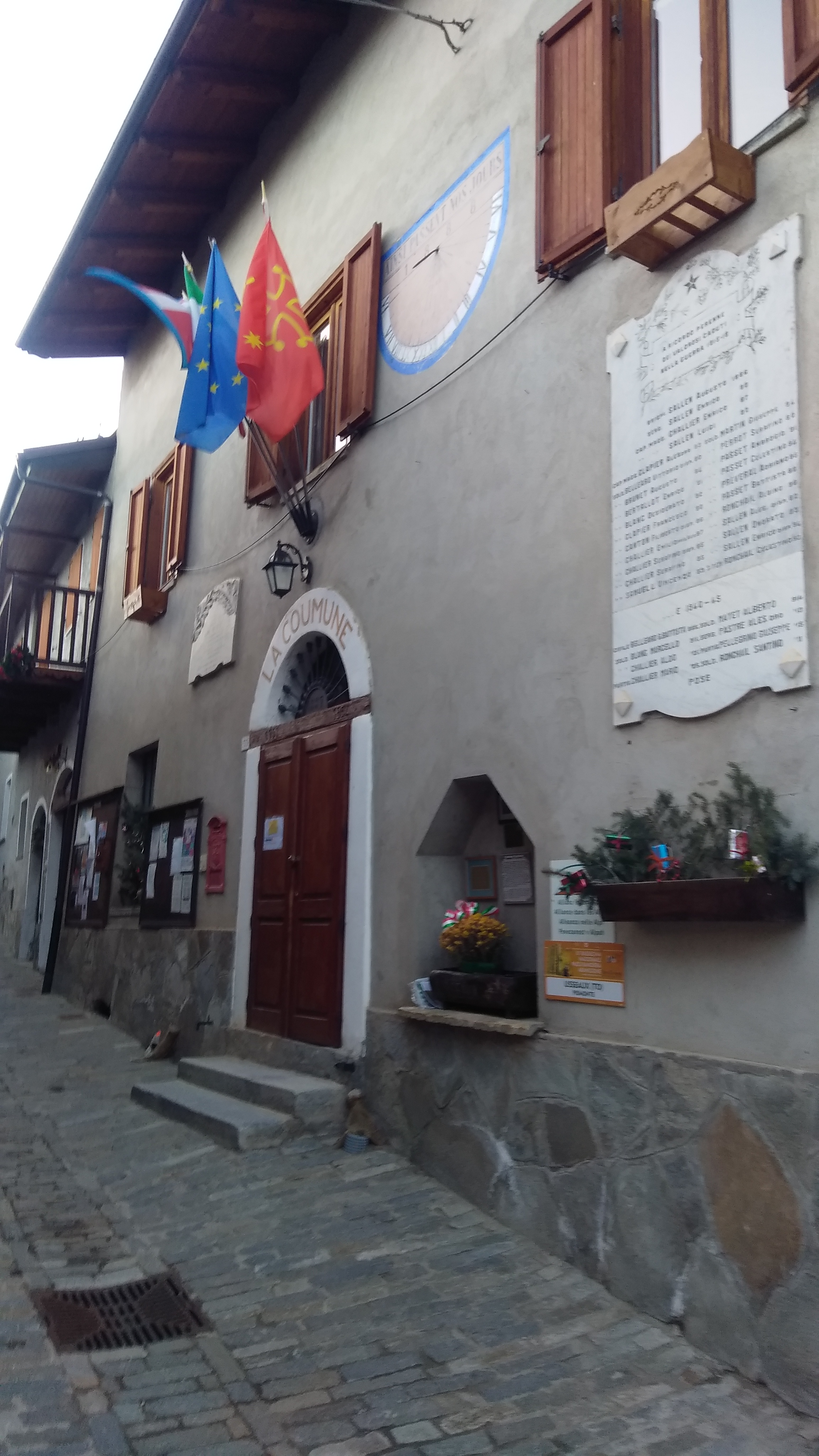
Il municipio

Di seguito è presentata una tabella relativa alle amministrazioni che si sono succedute in questo comune.
| Periodo        | Periodo        | Primo cittadino      | Partito      | Carica  | Note   |
| -------------- | -------------- | -------------------- | ------------ | ------- | ------ |
| 5 giugno 1985  | 19 maggio 1990 | Luciano Fornero      | lista civica | Sindaco | [ 11 ] |
| 19 maggio 1990 | 24 aprile 1995 | Luciano Fornero      | lista civica | Sindaco | [ 11 ] |
| 24 aprile 1995 | 14 giugno 1999 | Luciano Fornero      | -            | Sindaco | [ 11 ] |
| 14 giugno 1999 | 8 giugno 2009  | Adriano Sgarbanti    | lista civica | Sindaco | [ 11 ] |
| 8 giugno 2009  | 26 maggio 2014 | Elvio Rostagno       | lista civica | Sindaco | [ 11 ] |
| 26 maggio 2014 | 9 giugno 2024  | Andrea Ferretti      | lista civica | Sindaco | [ 11 ] |
| 9 giugno 2024  | in carica      | Cristina Cappelletti | lista civica | Sindaco | [ 11 ] |

### Altre informazioni amministrative
Il comune faceva parte della Comunità Montana Valli Chisone e Germanasca.